# Политропный газ
Политро́пный газ — математическая модель газа, частный случай идеального газа, в котором внутренняя энергия является линейной по температуре функцией.
Модель политропного газа широко распространена в прикладных исследованиях благодаря её сравнительной аналитической простоте и подтверждённому опытом хорошему приближению к действительности.

## Определения
- {\displaystyle \ E} — внутренняя энергия;
- {\displaystyle \ T} — температура;
- {\displaystyle \ p} — давление;
- {\displaystyle \ {\rho }} — плотность;
- {\displaystyle \ S} — энтропия;
- {\displaystyle \ c_{V}={\frac {\partial E}{\partial T}}} — удельная теплоёмкость газа при постоянном объёме;
- {\displaystyle \ {\gamma }} — показатель адиабаты;
- {\displaystyle \ R=8{,}31441} — универсальная газовая постоянная;
- {\displaystyle \ e=2{,}71828{...}} — экспонента.

## Описание модели
Из определения {\displaystyle \ c_{V}} и линейности {\displaystyle \ E(T)} следует, что {\displaystyle \ c_{V}=const}.
Факт линейности внутренней энергии, как функции от температуры выражается соотношением:
{\displaystyle \ E=c_{V}T}.
Уравнение состояния политропного газа имеет вид:
{\displaystyle \ p={A(S)}{\rho }^{\gamma }},
где {\displaystyle \ A(S)=Re^{{S-S_{0}} \over {c_{V}}}} и {\displaystyle {\gamma }=1+{{R} \over {c_{V}}}}.
Здесь {\displaystyle \ S_{0}=const} — некоторое начальное значение энтропии.
Безразмерная константа {\displaystyle \ {\gamma }} является основной характеристикой политропного газа и называется показателем адиабаты (или показателем политропы).
Так как {\displaystyle \ R>0} и {\displaystyle \ c_{V}>0}, то всегда {\displaystyle \ {\gamma }>1}.